# Gatillepa
Gatillepa és una masia de Vic (Osona) protegida com a Bé Cultural d'Interès Local.

## Descripció
Edifici civil. Masia de planta quadrada coberta a quatre vessants i orientada a migdia. Consta de planta baixa i dos pisos. El portal és d'arc rebaixat o convex, a nivell de primer pis s'hi obren balcons i al segon uns balconets més petits.
Al mur de la façana s'hi obre una fornícula on hi ha una imatge de terracotta que representa la sagrada família. A la part superior de l'edifici hi ha uns òculs ovals construïts amb totxo que donen llum a les golfes. El mas es troba rodejat per dependències agrícoles.
És construïda amb lleves de pedra força regulars i els elements de ressalt són de pedra picada. L'estat de conservació és bo.

## Història
Aquest mas es troba dins la demarcació del Castell de Sentfores i dins la parròquia de Sant Martí de Sentfores, territori adscrit al terme de Vic. La cognominació de Gat i Llepa dels habitants del mas es va perdre al segle passat, actualment s'anomenen Vinyeta.
Té la típica estructura de mas senyorial deguda a la reforma produïda a principis d'aquesta centúria.